# 希氏蟾頭龜
希氏蟾頭龜（學名：Phrynops hilarii）是蟾頭龜屬下的一種側頸龜，發現於巴西南部、阿根廷和烏拉圭西部及南部，可能還包括巴拉圭和玻利維亞。

## 外部連結
- Phrynops hilarii （页面存档备份，存于）, The Reptile Database